# Sterowalność
Sterowalność (ang. controllability) – możliwość wpływania na stan badanego obiektu.

## Wstęp
Sterowalność i obserwowalność to kluczowe zagadnienia przy analizie i syntezie układów regulacji.
Sterowalność to własność układu sterowania polegająca na tym, że istnieje sterowanie przeprowadzające układ w pewnym skończonym przedziale czasu do zadanego stanu (np. położenia, prędkości, przyspieszenia itp.), przy spełnieniu warunków początkowych.
Poglądowo rzecz ujmując, koncepcja sterowalności oznacza zdolność poruszania układem po całej jego przestrzeni konfiguracji z użyciem tylko pewnych dopuszczalnych czynności. Dokładna definicja różnicuje się nieco zależnie od typu stosowanego modelu. W literaturze przedmiotu spotyka się między innymi takie pojęcia jak: sterowalność stanu, sterowalność wyjść, sterowalność w kontekście zachowania.
Sterowalność odnosi się do możliwości wymuszenia przejścia układu do określonego stanu za pomocą odpowiednich sygnałów sterujących. Jeśli stan nie jest sterowalny, to żaden z sygnałów nie będzie mógł sterować takim stanem. Jeśli stan jest niesterowalny, ale jego dynamika jest stabilna, to wówczas taki stan nazywa się stabilizowalnym.
Z geometrycznego punktu widzenia, spoglądając na wszystkie zmienne stanu układu, które mają być sterowane, każdy „niedobry” stan tych zmiennych musi być sterowalny i obserwowalny co ma zapewnić właściwe zachowanie układu zamkniętego. To znaczy, jeśli jedna z wartości własnych układu nie jest ani sterowalna, ani obserwowalna to odpowiadająca jej część dynamiki pozostanie nienaruszona w układzie zamkniętym. Jeśli taka wartość własna układu nie jest stabilna, to dynamika odpowiadająca tej wartości własnej będzie obecna w układzie zamkniętym, który stanie się przez to niestabilny. Nieobserwowalne bieguny układu nie są obecne w realizacji transmitancji operatorowej przez odpowiednie równania stanu, dlatego opis równaniami stanu bywa preferowany przy analizie układów regulacji.
Problemy związane z brakiem sterowalności lub obserwowalności mogą być rozwiązane między innymi przez dodanie urządzeń wykonawczych lub czujników.

## Definicja – układ liniowy
Liniowy układ sterowania jest sterowalny, jeżeli dla dowolnego stanu początkowego {\displaystyle x(0)} możemy zastosować takie sterowanie {\displaystyle u(t),} które w skończonym czasie {\displaystyle t_{f}} spowoduje sprowadzenie do dowolnego końcowego stanu {\displaystyle x(t_{f}).} Jeśli każdy stan systemu {\displaystyle x(0)} jest sterowalny, system nazywamy całkowicie sterowalnym.

## Definicja – układ nieliniowy
Nieliniowy układ sterowania jest sterowalny, gdy macierz Liego ma pełny rząd.

## Sposoby wyznaczania
Sterowalność można sprawdzić na kilka sposobów, np.:
- poprzez sprawdzenie kryterium rzędu macierzy Kalmana,

{\displaystyle \Omega ={\begin{bmatrix}B&AB&A^{2}B&\dots &A^{n-1}B\end{bmatrix}},}
gdzie {\displaystyle A} – macierz stanu, {\displaystyle B} – macierz wejść (zob. równanie stanu),
Jeśli {\displaystyle \det(\Omega )=0,} to układ jest niesterowalny, w przeciwnym przypadku – sterowalny.
- poprzez sprawdzenie odwracalności macierzy Grama (równoważne do kryterium Kalmana),
- wyznaczenie rzędu macierzy Hautusa,
- wyznaczenie rzędu macierzy wygenerowanej za pomocą nawiasów Liego.

Pierwsze trzy sposoby dotyczą układów liniowych, natomiast ostatni dotyczy układów nieliniowych (takich jak układ łańcuchowy). Jeśli układ jest sterowalny, rząd obliczonej macierzy będzie równy rzędowi układu.

## Wzór – układ liniowy
Stan układu {\displaystyle x(t)} w końcowej chwili {\displaystyle t_{f}} (takiej, że {\displaystyle x(t_{f})=0}) ma postać:
{\displaystyle x(t_{f})=e^{t_{f}A}x(0)+\int _{0}^{t_{f}}{e^{(t_{f}-s)A}Bu(s)ds}=0}
{\displaystyle \int _{0}^{t_{f}}{e^{-sA}Bu(s)ds}=-x(0).}
Jako sterowanie {\displaystyle u(s)} można zaproponować funkcję:
{\displaystyle u(s)=-B^{T}e^{-sA^{T}}Mx(0).}
Po podstawieniu {\displaystyle u(s)} do wzoru otrzymuje się wzór na M:
{\displaystyle M=(\int _{0}^{t_{f}}e^{-sA}BB^{T}e^{-sA^{T}}ds)^{-1}.}
Wyrażenie w nawiasie to macierz Grama.
Założyć można, że układ jest niesterowalny. Istnieje wówczas taki {\displaystyle \mathbf {v} \neq 0,} że {\displaystyle G\mathbf {v} =0,} a tym samym {\displaystyle \mathbf {v} ^{T}G\mathbf {v} =0.} Po wprowadzeniu wektora {\displaystyle \mathbf {v} ^{T}} oraz {\displaystyle \mathbf {v} } pod znak całki funkcję podcałkową można zapisać jako iloczyn {\displaystyle \mathbf {w} ^{T}\mathbf {w} =\|w\|^{2},} gdzie {\displaystyle \mathbf {w} =B^{T}e^{-sA^{T}}\mathbf {v} .}
Ponieważ {\displaystyle G=0,} to {\displaystyle \|\mathbf {w} \|=0,} a więc:
{\displaystyle \mathbf {w} =0=\mathbf {w} ^{T}.}
W ten sposób:
{\displaystyle \mathbf {v} ^{T}e^{-sA}B=0.}
Kolejne pochodne tego wzoru będą przedstawiały się (pomijając znak) jako:
{\displaystyle {\begin{cases}\mathbf {v} ^{T}Ae^{-sA}B=0\\\mathbf {v} ^{T}A^{2}e^{-sA}B=0\\\dots \\\mathbf {v} ^{T}A^{n-1}e^{-sA}B=0\end{cases}}.}
Po podstawieniu {\displaystyle s=0} otrzymuje się:
{\displaystyle {\begin{cases}\mathbf {v} ^{T}AB=0\\\mathbf {v} ^{T}A^{2}B=0\\\dots \\\mathbf {v} ^{T}A^{n-1}B=0\end{cases}},}
czyli iloczyn {\displaystyle \mathbf {v} ^{T}} przez macierz Kalmana.